# Salzatal
Salzatal település Németországban, azon belül Szász-Anhalt tartományban. Lakosainak száma 11 148 fő (2023. december 31.). Salzatal Teutschenthal és Wettin-Löbejün községekkel határos.

## Népesség
A település népességének változása:
| Lakosok száma | 11 438 | 11 425 | 11 325 | 11 242 | 11 148 |
|               | 2017   | 2019   | 2021   | 2022   | 2023   |